# Damona Corona
La Damona Corona è una struttura geologica della superficie di Venere.